# ライゼー
ライゼー(Leisee)はスイスのヴァレー州ツェルマットの湖である。湖面標高2232 m。ライ湖(ライこ)とも呼ばれる。

## 地理
湖はウンターロートホルン(Unterrothorn)の南側山腹にある。同じ山腹にあるライゼー以外の湖として、シュテリゼー(Stellisee、2537 m)、グリンジゼー(Grindjisee、2324 m)、モーシゼー(Moosjisee, 2140 m)がある。

## 交通
湖の北西約300mにあるスネガ(Sunnegga、2288 m)とツェルマットの街の間に地下ケーブルカーが通じている。スネガ駅には湖との数十メートルの標高差を移動するケーブルシャトル(Standseilbahn-Shuttle)がある。

## ギャラリー

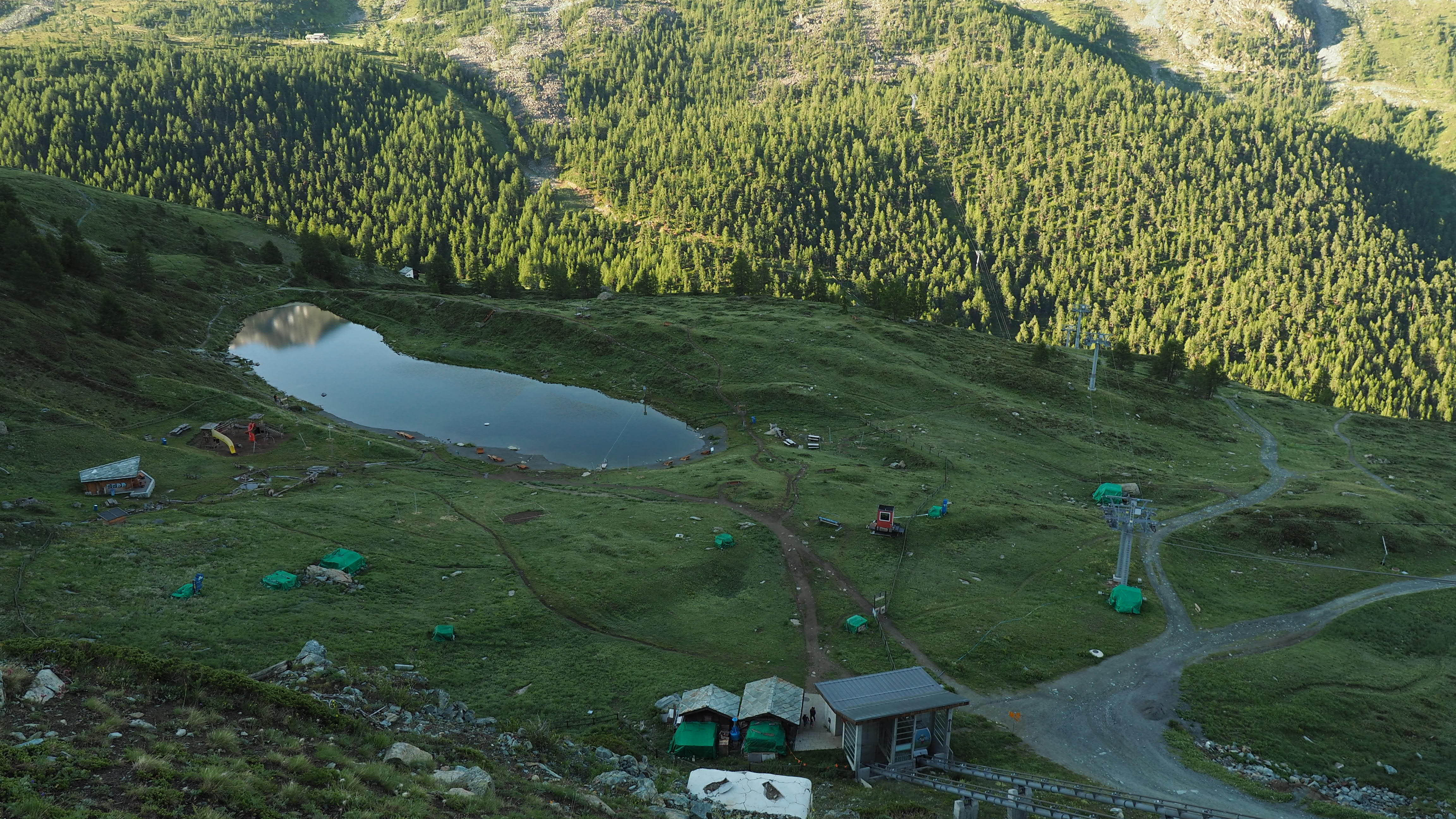
左上はライゼー、右下にスネガ駅からのシャトル。
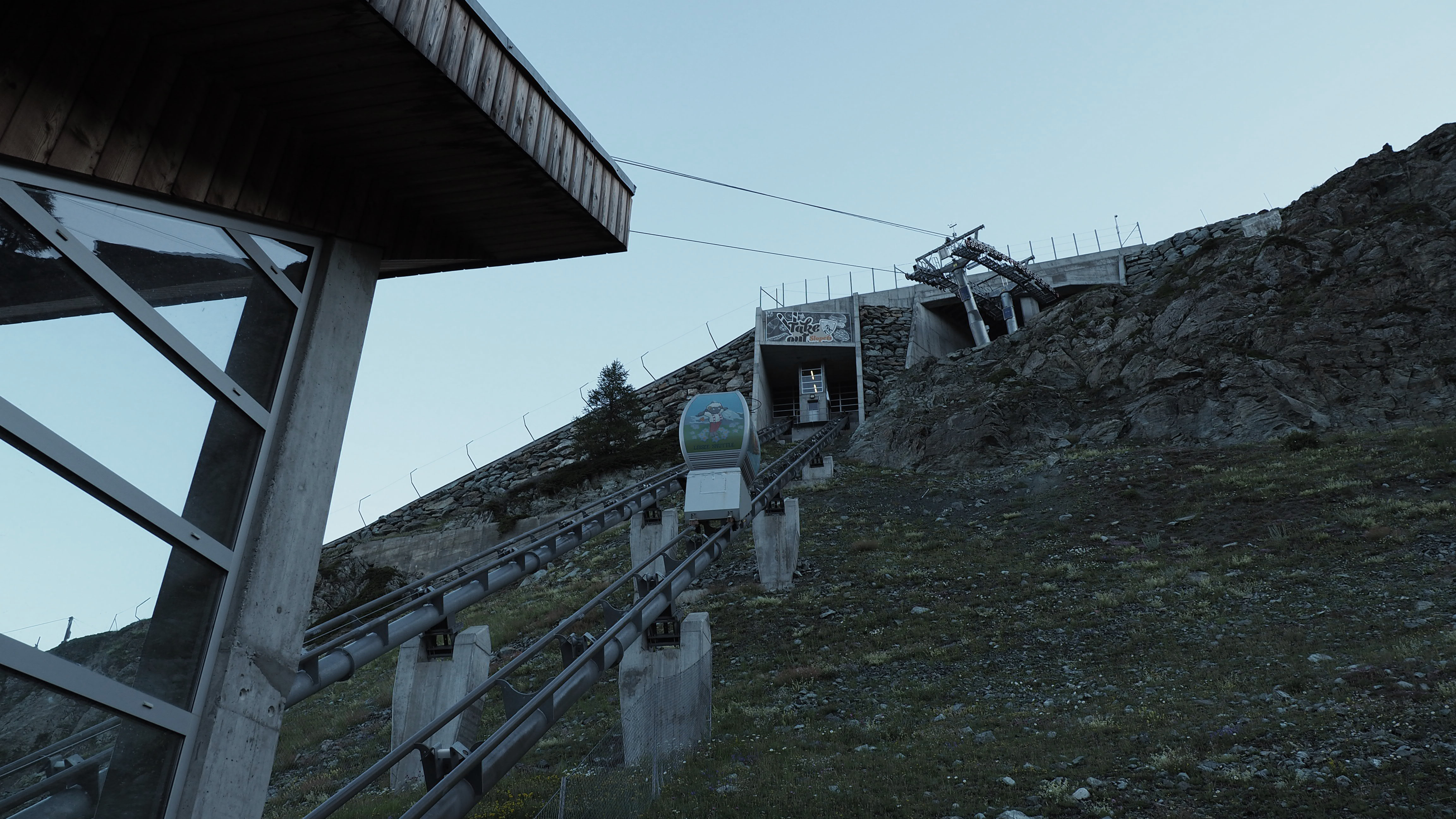
スネガ - ライゼー間のシャトル